# Rubinetterie Stella
Rubinetterie Stella Spa è un'azienda italiana di rubinetteria, fondata da Pietro Stella nel 1882 a Cireggio. La sua produzione, legata alla fusione e lavorazione del bronzo e dell'ottone per la creazione di candelabri, tagliapasta e cavatappi, si trasforma gradatamente in una produzione di rubinetti per l'uso industriale e domestico a partire dai primi anni del '900.
Le prime serie di rubinetti furono la serie Italica (datata 1922 e riprogettata nel 1995), la serie Roma (1926 e in produzione ininterrotta) e la serie Eccelsa (1929 ma riprogettata in occasione del 125º anniversario).
La sede produttiva fu trasferita dal lago d'Orta alla vicina Novara, a partire dagli anni '10 del secolo scorso fino al 2010, anno di trasferimento nel nuovo stabilimento di Suno. Dal 2016 la sede viene trasferita a Dormelletto.